# Gyula Rátót
Gyula Rátót a fost voievod al Transilvaniei între 1229 și 1233. A fost fiul fostului voievod Leustachius Rátót.